# Parco nazionale del Kalevala
Il parco nazionale del Kalevala (in russo Национальный парк «Калевальский», Nacional'nyj park «Kaleval'skij») protegge una delle ultime foreste primigenie di pini boreali d'Europa. È situato grosso modo a metà strada del confine tra Russia e Finlandia, nella repubblica di Carelia, 30 km a nord della città di Kostomukša. In questa regione fu composto il Kalevala, un poema epico ottocentesco basato sul folklore finnico e careliano. Tra gli abitanti originari dell'area vi sono i Sami e i Careliani.

## Geografia

Il confine del parco nazionale del Kalevala (in verde) e il confine con la Finlandia (in viola)

Geologicamente, l'area protetta si trova nella parte sud-orientale dello scudo baltico, che contiene le formazioni rocciose più antiche del continente, fra cui graniti e gneiss cristallini precambriani di oltre tre miliardi di anni ricoperti da uno strato di sedimenti glaciali spesso da 20 a 30 metri. Durante le recenti glaciazioni del Pleistocene, una pesante lastra di ghiaccio continentale coprì la regione, spianandola e lasciando al suo scioglimento un paesaggio pianeggiante di laghi e fiumi. Nella parte occidentale del parco prevale una piatta foresta inondata, mentre a est il paesaggio si fa collinare; l'altitudine varia tra i 105 e i 278 metri. A causa della presenza di importanti minerali, l'industria estrattiva è la principale attività economica della regione, seguita dallo sfruttamento del legname.
Nel parco vi sono 250 torrenti e 400 laghi, tuttavia solo 100 di questi ultimi hanno una superficie superiore ai 10 ettari. Il parco è costituito per l'85% da foreste, per il 9% da paludi e per il 6% da laghi e fiumi. Il sistema di zone umide è complesso e gran parte del substrato è formato da torba, che in alcuni punti può raggiungere uno spessore di 6 metri. Le foreste sono costituite perlopiù da pini, per circa il 10% da abeti rossi e da qualche piccola macchia di betulle e pioppi piantati dagli agricoltori.

## Clima
Il clima del Kalevala è subartico senza stagione secca (Dfg secondo la classificazione dei climi di Köppen). Questo clima è caratterizzato da estati miti (con appena 1-3 mesi con temperature superiori ai 10 °C) e inverni freddi e nevosi (il mese più freddo con temperature inferiori a -3 °C). Il terreno è coperto di neve per 170-180 giorni all'anno; 80-95 sono i giorni liberi dal gelo.
| Carta climatica della città di Kostomukša | Mesi | Mesi | Mesi | Mesi | Mesi | Mesi | Mesi | Mesi | Mesi | Mesi | Mesi | Mesi | Stagioni | Stagioni | Stagioni | Stagioni | Anno |
| Carta climatica della città di Kostomukša | Gen  | Feb  | Mar  | Apr  | Mag  | Giu  | Lug  | Ago  | Set  | Ott  | Nov  | Dic  | Inv      | Pri      | Est      | Aut      | Anno |
| ----------------------------------------- | ---- | ---- | ---- | ---- | ---- | ---- | ---- | ---- | ---- | ---- | ---- | ---- | -------- | -------- | -------- | -------- | ---- |
| T. max. media (°C)                        | −9   | −10  | −3   | 3    | 11   | 17   | 20   | 17   | 10   | 4    | −3   | −7   | −8,7     | 3,7      | 18       | 3,7      | 4,2  |
| T. min. media (°C)                        | −17  | −17  | −12  | −6   | 1    | 8    | 11   | 9    | 4    | −1   | −8   | −14  | −16      | −5,7     | 9,3      | −1,7     | −3,5 |
| Precipitazioni (mm)                       | 33   | 28   | 30   | 33   | 43   | 64   | 71   | 76   | 64   | 53   | 51   | 38   | 99       | 106      | 211      | 168      | 584  |

## Ecoregione
Il parco nazionale del Kalevala ricade nell'ecoregione della taiga scandinava e russa (WWF ID#608), una regione caratterizzata da foreste di conifere (taiga). I fiumi, invece, fanno parte dell'ecoregione denominata «tributari del mare di Barents» (FEOW ID#407), caratterizzata da specie migratrici, scarso livello di endemismo e alto numero di specie introdotte dall'uomo. La FEOW indica che «la fauna ittica è costituita da specie introdotte di origine atlantica e siberiana, con appena poche specie originarie proprie delle zone d'acqua dolce europee; pertanto, la natura "mista" della fauna ittica è il principale aspetto distintivo dell'ecoregione».